# Shirley (Maine)
Shirley – miasto w Stanach Zjednoczonych, w stanie Maine, w hrabstwie Piscataquis.